# Complexo Esportivo Benedito Dourado da Luz
O Complexo Esportivo Benedito Dourado da Luz, conhecido popularmente como Toca do Leão, é um complexo desportivo localizado no bairro de Canabrava, em Salvador, Brasil. Pertence ao Esporte Clube Vitória, sendo voltado ao futebol em suas diversas categorias.  O complexo compreende o Estádio Manoel Barradas (Barradão), os seis campos do Centro de Treinamento Manoel Pontes Tanajura  e duas concentrações: a Concentração de Futebol Profissional Vidigal Guimarães e a Concentração de Futebol Amador Raimundo Rocha Pires.
Em 2016, o Vitoria amplioua Toca do Leão  criando o projeto "Vitoria Cidadania", que atende a duzentas crianças de vulnerabilidade social e construiu em área anexa ao CT Manoel Pontes Tanajura, mais três campos oficiais para categoria de base e alunos do projeto. Toda estrutura também faz parte do complexo Benedito Dourado da Luz, e além dos campos do CT, soma-se mais quatro quadras de areia, para prática de vôlei de praia e mais quatro quadras de concreto, para prática de futebol de salão e basquete. Também foi construído um grande vestiário, para atender os atletas que praticam essas modalidades e também é utilizado por equipes visitantes. Alem desta ampliação e reforma da estrutura com novos campos, o clube tambem construiu um centro de medicina esportiva para a divisão de base, com academia de musculação  e um centro de fisiologia para os atletas. Com todo esse investimento, o CT do Vitória, um dos grandes entre os clubes brasileiros, construído em uma capital nordestina, devolveu ao Vitoria, protagonismo nacional. Em 2013, a Seleção Italiana treinou no Barradão visando o jogo contra Brasil, pela Copa das Confederações daquele ano. Já em 2014, o complexo foi reservadopara as seleções da França, Holanda, Portugal e Irã para os preparativos para a Copa do Mundo. Já em 2016, a Toca do Leão serviu como campo oficial para as seleções  olímpicas de Alemanha e México, que preparavam-se para a estreia das Olimpíadas na época. Em 2019, a estrutura do Vitoria foi utilizada, para o treinamento das maiores seleções de futebol do mundo,entre elas:  a Seleção Brasileira, Seleção Argentina e a Seleção Uruguaia. A Seleção Equatoriana também fez seu preparativo na Toca, visando a Copa America daquele ano. Jogadores como Lionel Messi, Agüero, Edinson Cavani, Luis Suárez, Philippe Coutinho e Roberto Firmino pisaram no gramado do Barradão.

## História
Inicialmente chamado de Complexo Esportivo da Toca do Leão, o terreno foi fruto da compra da chácara da família Paiva Lima na década de 1970, do Abrigo dos Padres da Congregação Inácio de Loyola em 2000 e de ação do então prefeito Antônio Imbassahy. A fim de homenagear importante pessoa na captação de dinheiro para a compra do terreno, logo foi dado à Toca do Leão o nome de Benedito Luz. Em 1986, ocorre a inauguração do Barradão. Em 1990, é inaugurada a Concentração Raimundo Rocha Pires após reforma da casa da chácara. Depois da aquisição da área do Abrigo, foi construída a Concentração Vidigal Guimarães.
Uma reforma geral no complexo rubro-negro foi realizada em 2005, melhorando o gramado do Estádio atacado por praga, o acesso a partir da Avenida Artêmio Valente com recuperação asfáltica, os espaços de transmissão televisiva e radiofônica, e pintura do vestiário, do muro e do prédio da cabine de rádio e tribuna de honra.
Em 2010, o refeitório foi ampliado para a capacidade de 500 refeições ao dia e reformado, incluindo dentre outros, duas câmaras frigoríficas, estoque, açougue, área específica para lavagem de prato, outra de panelas e outra de cocção, vestiários e sala de nutrição.
Em seus 300.000 metros quadrados, ao menos em duas oportunidades foram executados projetos de reflorestamento. Em 2011, 300 mudas de árvores plantadas como parte do programa do governo estadual baiano "Floresta Bahia Global" concedeu o selo 'Carbono Zero'. No ano seguinte, a área próxima à chácara do alojamento Vidigal Guimarães foi alvo do projeto do governo municipal soteropolitano de arborização com espécies da Mata Atlântica na cidade por meio da previsão de plantio de 1,3 mil mudas, em sua maioria frutíferas.
Envolvido no "Projeto Vitória Cidadania", em 2013, foram aumentadas as vagas para estacionamento e a arquibancada foi acrescida a um dos campo de treinamento, a fim do futebol de base. Também está previsto uma via de ligação nas proximidades do complexo, visando facilitar o acesso dos torcedores do Vitória ao Barradão e que beneficiará milhares de pessoas que residem e utilizam o entorno do estádio do clube.

## Estrutura
O alojamento profissional dispõe de uma estrutura adequada para as necessidades do clube, o que inclui: piscina térmica, com adaptação para regenerativo e reabilitação; apartamentos duplos e triplos para jogadores e comissão técnica; enfermaria; sala para apoio (administração); capela interna; almoxarifado; rouparia; salões climatizados de vídeo, televisão e som, de jogos e de leitura com biblioteca; business center (computadores de mesa); restaurante climatizado; copa, cozinha e lavanderia.